# Deventer stadslandweer

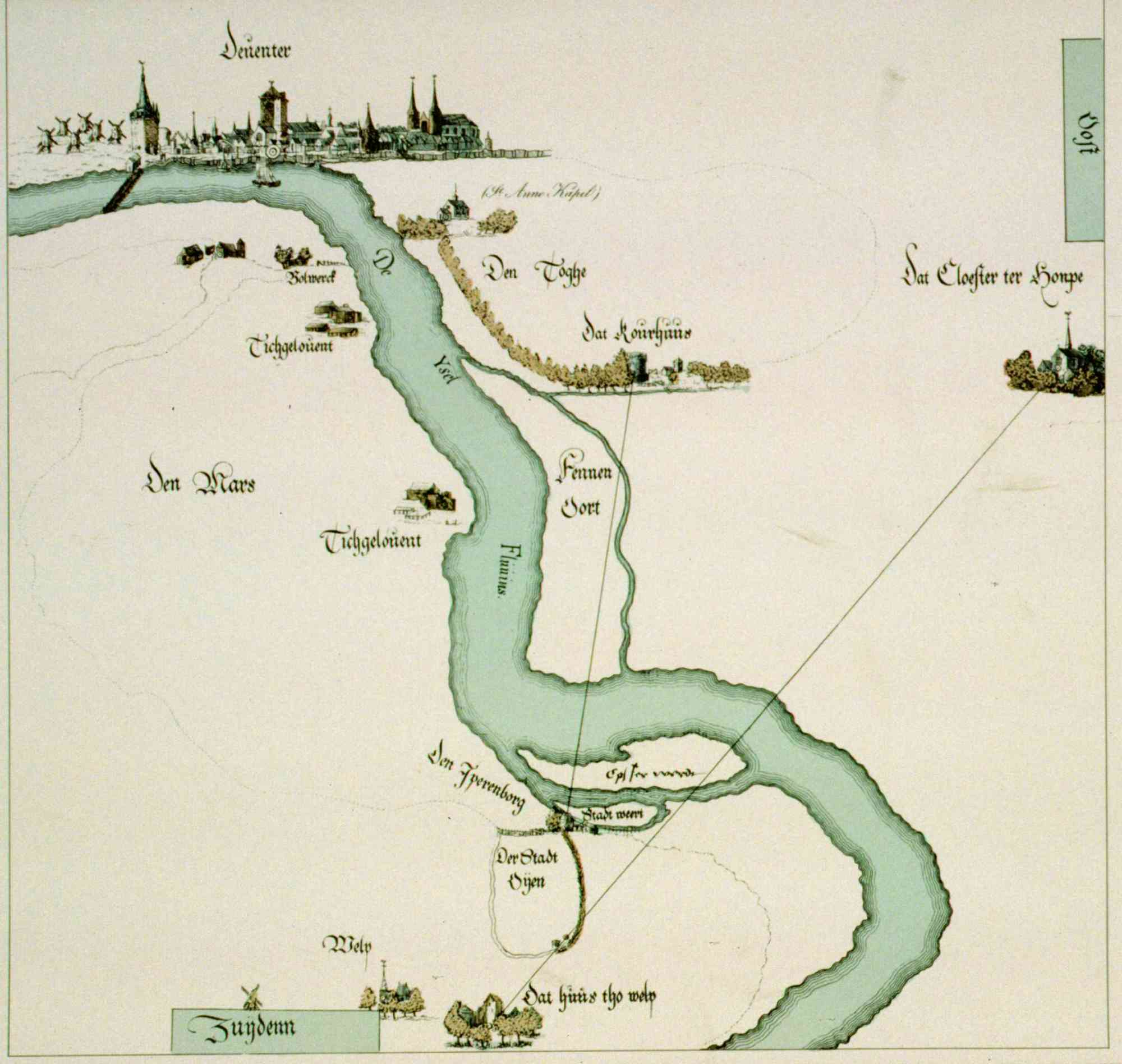
Kaart van Deventer en omgeving uit 1567 door Joannes van Doetecum, op de kaart staan een aantal versterkingen uit de stadslandweer aangegeven

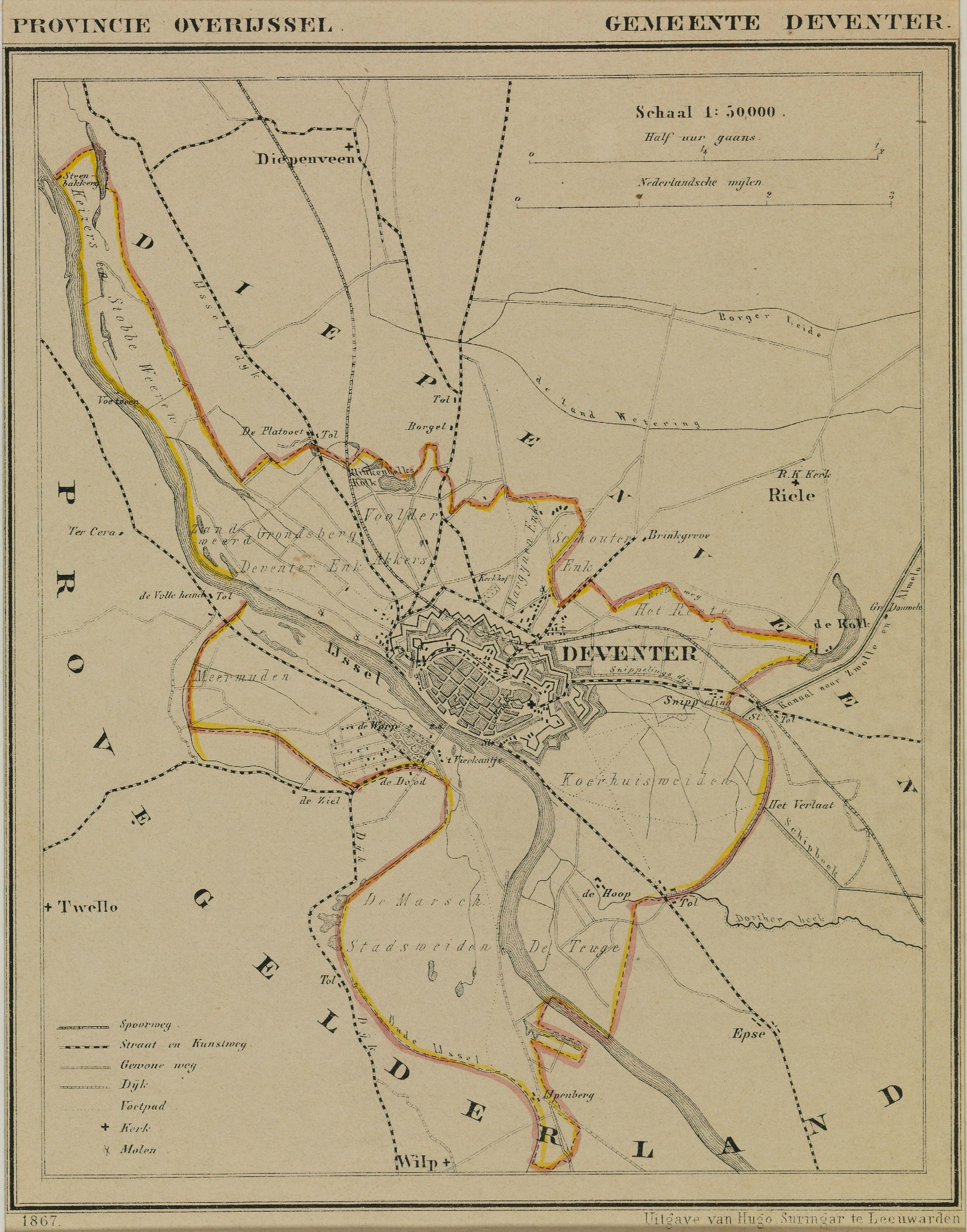
Kaart van de gemeente Deventer in 1867. De gemeentegrenzen kwamen toen grotendeels overeen met de loop van de voormalige stadslandweer. Verschillende tollen en sterkten staan aangegeven.

De Deventer stadslandweer was een stelsel van  landweren rond de stedelijke gronden van de stad Deventer. De lijnvormige verdedigingswerken bemoeilijkten in tijden van oorlog, zoals tijdens de Gelderse Broederstrijd, het stelen van vee en andere plunderingen door langstrekkende bendes. Vanaf het begin van zestiende eeuw schoot hun defensieve waarde steeds meer tekort, ze werden verwaarloosd en raakten in verval. Het bestaan van de landweren rond Deventer was slechts beperkt gedocumenteerd, door archiefstudie en archeologisch onderzoek is er meer over bekend geworden. 

## Geschiedenis
De landweren rond Deventer kwamen in de veertiende eeuw tot stand. Degene om de Mars, het weidegebied aan de westelijke oever van de IJssel, werd tussen 1340 en 1360 opgeworpen.
De landweer om de Teughe en de Weerd, weidegebieden ten zuidoosten van de stad, werden tussen 1345 en 1365 aangelegd. De Eng, een landbouwgebied ten noorden en oosten van de stad, kreeg tussen 1351 en 1369 bescherming.
Genoemde landweren zijn in de loop der eeuwen grotendeels verdwenen. Onderzoek dat sinds eind twintigste eeuw is uitgevoerd gaf meer inzicht betreffende ligging en uiterlijk. Bij de Snipperlingsdijk werd in 2000 een 15 meter lang deel van de landweer opgegraven. De buitenste gracht was hier ongeveer zes meter breed en anderhalf meter diep. De binnenste gracht was ongeveer 3 meter breed en 1,2 meter diep. De wal tussen de grachten was ongeveer 8 meter breed. In deze wal zijn sporen gevonden die erop duiden dat er een palissade op stond.

## Sterkten en tollen
In landweren werden doorgangen aangelegd. Daarbij kwam dan vaak een eenvoudig verdedigingswerk en een tol. Bij onder andere Borgele, de Platvoet, Epse en de Snippeling waren tollen. Daarnaast kende de Deventer stadslandweer verschillende versterkingen. Bij de landweer om de Mars lagen twee sterktes. Aan het uiterste zuiden van de deze stadsweide lag de Yperenberg en ter hoogte van de huidige Bolwerksmolen stond vanaf 1358 een koerhuis, een uitkijktoren. Het werd in 1421 vervangen door een bolwerk. Bij de landweer om de Teughe en de Weerd  stonden bij de Snipperling en aan de zuidkant van de landweer ook zogeheten koerhuizen. Het koerhuis bij Epse, aan de zuidkant van dit gedeelte van de stadslandweer, zou daar nog tot 1866 hebben gestaan.